# Bataille de Dürenstein
 (juillet 2020).
Si vous disposez d'ouvrages ou d'articles de référence ou si vous connaissez des sites web de qualité traitant du thème abordé ici, merci de compléter l'article en donnant les références utiles à sa vérifiabilité et en les liant à la section « Notes et références ».
Troisième Coalition
Batailles
Batailles navales
- Rocher du Diamant (1805)
- Cap Finisterre (1805)
- îles Chausey (1805)
- Trafalgar (1805)
- Cap Ortegal (1805)

Campagne d'Allemagne (1805) : opérations en Bavière - Autriche - Moravie
- Donauwörth
- Wertingen
- Günzburg
- Haslach-Jungingen
- Memmingen
- Elchingen
- Nerenstetten
- Neresheim
- Ulm
- Ried
- Lambach
- Bodenbichl
- Steyr
- Amstetten
- Mariazell
- Dürenstein
- Hollabrunn (Schöngrabern)
- Wischau
- Austerlitz

Campagne d'Italie (1805) : Opérations en Italie du Nord
- Vérone
- Caldiero
- Forano
- Castelfranco Veneto

Invasion de Naples (1806)
- Gaète
- Campo Tenese
- Maida
- Lauria
- Maratea
- Amantea
- Mileto

La bataille de Dürenstein (aussi connue sous le nom de bataille de Dürrenstein ou bataille de Dürnstein) est un combat de la période du Premier Empire pendant la Troisième Coalition. Elle s'est déroulée le 11 novembre 1805, trois semaines après la bataille d'Ulm et trois semaines avant la bataille d'Austerlitz. Les troupes françaises commandées par le maréchal Édouard Mortier s'opposent à des forces russes  beaucoup plus nombreuses commandés par le feld-maréchal Mikhaïl Illarionovitch Golenichtchev-Koutouzov. La bataille s'est déroulée près de la ville de Dürenstein (aujourd'hui Dürnstein) dans la vallée du Wachau en Autriche, près du Danube, à proximité du lieu où Richard Cœur-de-Lion fut retenu captif.

## Circonstances
La relation qui suit (entre les guillemets anglais) est intégralement empruntée à l'ouvrage de Charles Mullié, cité en bibliographie. Elle est intéressante non pas du point de vue de la fidélité historique, mais comme exemple, sur un cas précis, de l'enjolivement des faits par certains historiens au cours du XlXème siècle. 
"Dès l'ouverture de la campagne, le maréchal Mortier vint prendre position à la gauche du village de Loiben à l'est de Dürnstein. 24 000 Russes attendaient qu'il se fût engagé avec la division Gazan de 4 600 combattants dans l'étroit défilé de Dürnstein. Le 11 novembre, à la pointe du jour, les tirailleurs ennemis engagèrent la lutte qui devint bientôt générale. Les troupes russes, dirigées sur le village de Léoben, furent écrasées par les régiments des 4e léger, 100e et 103e de ligne. Six drapeaux, cinq canons, 4 000 prisonniers restèrent au pouvoir des Français. Ce premier succès était brillant, mais les Russes étaient trop nombreux pour désespérer de leur entreprise."

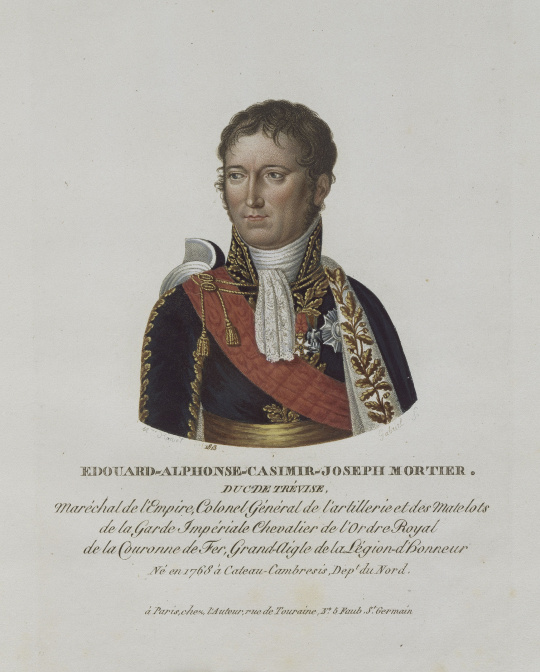
Le Maréchal Mortier.

"Le maréchal Mortier résolut d'attendre la colonne du général Dupont et le parc de réserve d'artillerie. Vers la nuit, on vit les hauteurs se couvrir de troupes ennemies. Le maréchal était parti avec un petit corps de cavalerie pour se porter au-devant de la division attendue. Prévenu par les ordonnances envoyées à la hâte, il accourt précipitamment et se voit sur le point d'être pris par les Russes qui attaquèrent son escorte à Dürnstein ; il trouve les postes français déjà occupés par l'ennemi ; les 4 000 Français qui occupaient le plateau de Leoben se trouvaient dans une position désespérée; ils avaient devant et derrière eux des masses énormes d'ennemis: à gauche un escarpement inaccessible, et à droite le Danube qui n'offrait aucun moyen de salut. Tandis que le maréchal délibérait avec ses officiers, le major Henriot lui fit dire que si on voulait seconder le mouvement qu'il allait faire avec ses bataillons, il répondait de sauver la division."
"Le plan de Henriot fut communiqué au maréchal qui l'approuva et donna ordre d'attaquer immédiatement. Alors, le major s'adossant aux grenadiers qui formaient la tête de sa colonne : 
« Camarades, leur dit-il, nous sommes enveloppés par 30 000 Russes et nous ne sommes que 4 000, mais les Français ne comptent point leurs ennemis. Nous leur passerons sur le ventre. Grenadiers du 100e régiment, à vous l'honneur de charger les premiers. Souvenez-vous qu'il s'agit de sauver les aigles françaises. Un cri général répond à cette courte et énergique harangue : « Major, nous sommes tous grenadiers. » Henriot fait alors tirer les six derniers boulets que possédait la division, ordonne la charge, et recommande à ses soldats de crier tous ensemble : « Point de quartier, ce sont les Russes ! »"
"La colonne s'avance impétueusement sous le feu de l'ennemi. La première section se précipite sur les premières files russes, les perce de ses baïonnettes, décharge en même temps l'arme, ce qui produit une sourde détonation qui épouvante les files suivantes. Chaque section opère la même manœuvre et se replie immédiatement sur les côtés pour faire place à celle qui la suit. La tête de la colonne ennemie, pressée, refoulée par les troupes françaises, écrase son propre centre contenu par la queue. Pour échapper à une mort certaine, le centre franchit ou renverse les murs d'enceinte qui bordent le chemin. La plus grande confusion se met dans les rangs ennemis, la déroute devient générale. Il était nuit. Dans ce désordre épouvantable, quelques soldats russes, pour éclairer leur marche au milieu de l'obscurité, incendient le village de Leoben, et les cris de 500 de leurs blessés qui expirent au milieu des flammes mettent le comble à cette scène d'horreur et de destruction. Les Russes perdirent dans cette journée 6 000 hommes blessés ou tués, trois officiers généraux, des drapeaux, des pièces d'artillerie et des milliers de fusils. Mortier s'étant ensuite porté en avant, osa, avec 4 000 hommes seulement, présenter le combat à l'armée entière commandée par Koutouzov. Malgré l'extrême infériorité de ses forces, le maréchal culbuta les colonnes ennemies. Il fit dans cette occasion des prodiges de valeur."
Le général autrichien Johann Heinrich von Schmitt, chef de l'état-major général des armées alliées, est tué au cours de la bataille.
D'autres sources donnent un bilan beaucoup moins triomphal que celui de l'historien bonapartiste Charles Mullié. Mortier arrive trop tard pour couper la retraite des Russes par le pont de Mautern à Krems mais, grâce à la lenteur de la manœuvre des Russes et à l'arrivée de la division Dupont, il échappe à l'écrasement et parvient à tenir sa position dans le bourg de Dürenstein qu'il évacue pendant la nuit : le matin suivant, l'arrivée de la flottille du Danube lui permet de se replier au sud du fleuve pour aller rejoindre le reste de l'armée à Vienne. Les pertes sont d'environ 5 000 hommes de chaque côté,,.